# بابا نظر (تكاب)
بابا نظر هي قرية في مقاطعة تكاب، إيران. يقدر عدد سكانها بـ 486 نسمة بحسب إحصاء 2016.